# Wydział Budownictwa i Inżynierii Środowiska Politechniki Poznańskiej
Wydział Budownictwa i Inżynierii Środowiska Politechniki Poznańskiej – nieistniejący wydział Politechniki Poznańskiej. Jego siedziba znajdowała się przy ul. Piotrowo 5 w Poznaniu. Powstał w 1945 roku jako Wydział Budownictwa. W obecnej formie od 1999 roku. Został zlikwidowany 31 grudnia 2019 r.

## Budynek
Trzykondygnacyjny, symetryczny budynek wydziału na planie prostokąta zaprojektował Stanisław Pogórski, a wzniesiono go w latach 1953-1955, przy czym uległ on późniejszej przebudowie w latach 1966-1967. Wewnątrz założenia ulokowano dwa dziedzińce. Mimo że obiekt powstał w dobie socrealizmu (ryzalit centralny i tektonika elewacji), to częściowo nawiązuje do międzywojennych rozwiązań polskiego modernizmu. 

## Struktura
- Instytut Konstrukcji Budowlanych
  - Zakład Budownictwa
  - Zakład Konstrukcji Metalowych, Betonowych i Drewnianych
  - Zakład Mechaniki Budowli
  - Zakład Technologii i Organizacji Budownictwa
  - Zakład Wytrzymałości Materiałów
  - Zakład Komputerowego Wspomagania Projektowania
  - Zakład Materiałoznawstwa i Technologii Betonu
- Instytut Inżynierii Środowiska
  - Zakład Ogrzewnictwa, Klimatyzacji i Ochrony Powietrza
  - Zakład Zaopatrzenia w Wodę i Ochrony Środowiska
- Instytut Inżynierii Lądowej
  - Zakład Budownictwa Drogowego
  - Zakład Budowy Mostów i Dróg Kolejowych
  - Zakład Geotechniki i Geologii Inżynierskiej
  - Zakład Geodezji
- Centrum Budownictwa Pasywnego

## Kierunki studiów
- Budownictwo
- Inżynieria środowiska

## Władze
- Dziekan: prof. dr hab. inż. Tomasz Mróz
- Prodziekan ds. studiów stacjonarnych: dr inż. Marlena Kucz
- Prodziekan ds. nauki i współpracy z gospodarką: dr hab. inż. Piotr Oleśkowicz-Popiel
- Prodziekan ds. studiów niestacjonarnych i stypendiów: dr hab inż. Wojciech Siekierski